# Джатаю

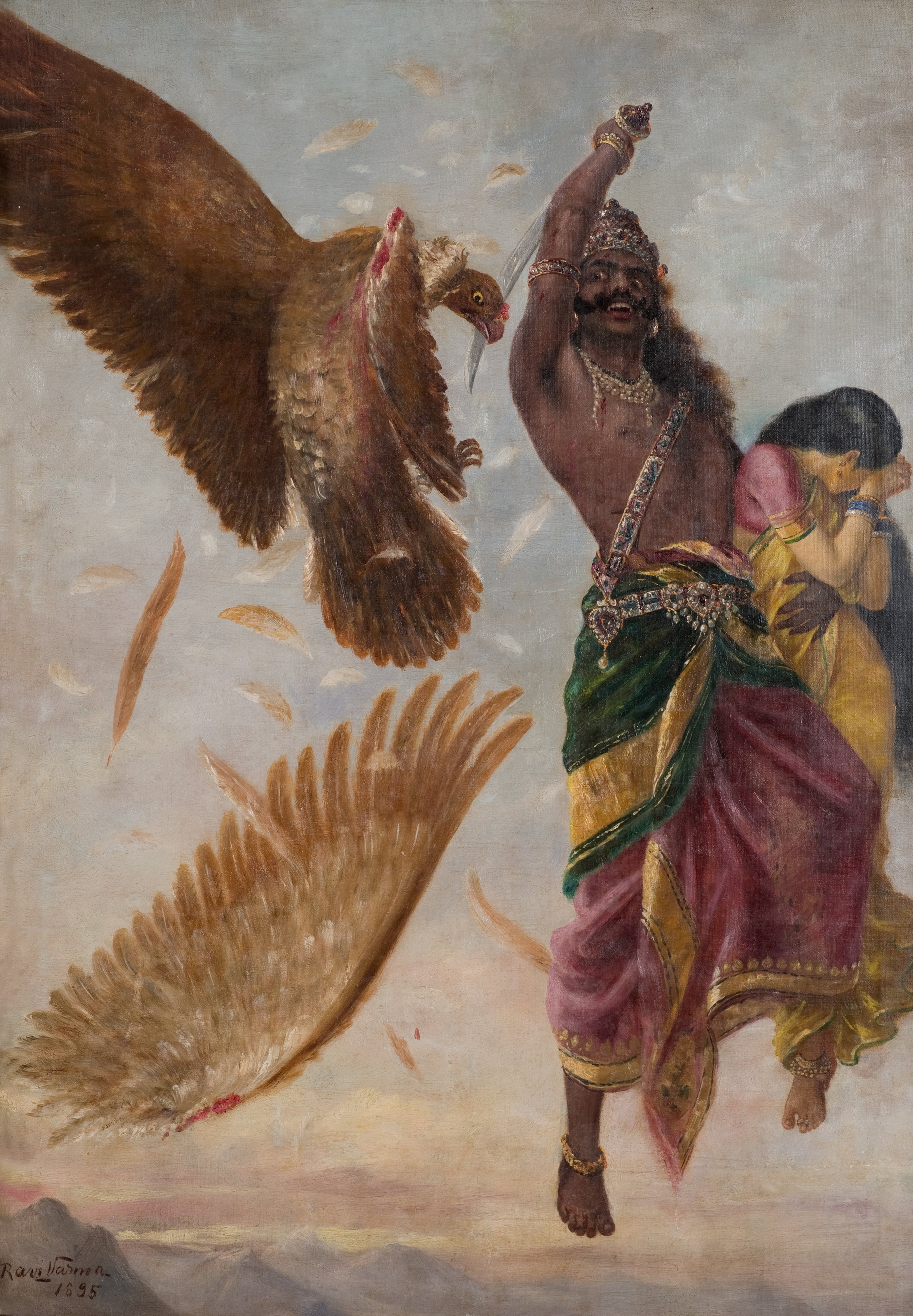

Джатаю (санскр. जटायू, IAST: jatāyū) — полубог в образе ястреба, история которого описана в «Рамаяне»; сын Аруны и племянник Гаруды. В малайской Рамаяне - джентаю.
Он попытался освободить Ситу из плена Раваны, когда тот похитил её и переносил её на Ланку. Джатаю яростно сражался с Раваной, но потерпел поражение и был смертельно ранен. Когда Рама и Лакшмана, отправившись на поиск Ситы обнаружили умирающего Джатаю, он рассказал им о случившемся и указал в каком направлении Равана унёс Ситу .
В малайской традиции (малайский вариант Рамаяны) его имя было ошибочно отождествлено с названием другой индийской птицы кукушки-читаки. Согласно древнеиндийской легенде, читака может пить воду только из дождевой тучи.